# Overland with Kit Carson
Overland with Kit Carson é um seriado estadunidense de 1939, gênero Western, dirigido por Norman Deming e Sam Nelson, em 15 capítulos, estrelado por Bill Elliott, Iris Meredith e Richard Fiske. O seriado foi produzido e distribuído pela Columbia Pictures, veiculando nos cinemas estadunidenses a partir de 21 de agosto de 1939. O seriado foi o 8º entre os 57 distribuídos e lançados pela Columbia Pictures, alguns deles realizados por produtoras independentes.

## Sinopse
Antigos colonos do oeste americano estão sendo expulsos de suas herdades e fazendas por uma combinação de assaltos índios e ataques de bandidos misteriosos. Então, o governo dos EUA envia Kit Carson e o oficial do exército David Brent para investigar os fatos, e Carson descobre que um vilão misterioso, conhecido apenas como Pegleg, controla uma gangue de bandidos denominada Black Raiders, e os está usando, além dos índios, para expulsar os colonos, facilitando para que ele possa estabelecer seu próprio império.

## Elenco
| Bill Elliott      | Kit Carson           |
| Iris Meredith     | Carmelita González   |
| Richard Fiske     | Tenente. David Brent |
| Bobby Clack       | Andy Gardner         |
| Trevor Bardette   | Trapper Mitchell     |
| LeRoy Mason       | Baxter               |
| Olin Francis      | Pierre               |
| James Craig       | Tennessee            |
| Francis Sayles    | Dr. Parker           |
| Kenneth MacDonald | Winchester           |
| Dick Curtis       | Drake                |
| Richard Botiller  | Natchez              |
| Hal Taliaferro    | Jim Stewart          |
| John Tyrrell      | Capt. Gilbert        |
| Kenne Duncan      | Trapper              |

## Produção
Cenas deste seriado foram posteriormente reutilizadas no seriado Blazing the Overland Trail, em 1956, o último seriado da Columbia Pictures.

## Capítulos
1. Doomed Men
2. Condemned to Die
3. The Fight for Life
4. The Ride of Terror
5. The Path of Doom
6. Rendezvous with Death
7. The Killer-Stallion
8. The Devil's Nest
9. Blazing Peril
10. The Black Raiders
11. Foiled
12. The Warning
13. Terror in the Night
14. Crumbling Walls
15. Unmasked

Fonte: